# Donji Svilaj
Donji Svilaj är en ort i Bosnien och Hercegovina.   Den ligger i entiteten Federationen Bosnien och Hercegovina, i den norra delen av landet, 140 km norr om huvudstaden Sarajevo. Donji Svilaj ligger 88 meter över havet och antalet invånare är 1 576.
Terrängen runt Donji Svilaj är platt.Närmaste större samhälle är Odžak, 11,8 km söder om Donji Svilaj. 
Omgivningarna runt Donji Svilaj är en mosaik av jordbruksmark och naturlig växtlighet. Runt Donji Svilaj är det ganska tätbefolkat, med 93 invånare per kvadratkilometer.